# Foy Vance
Foy Vance (nascido em 1974) é um músico e cantautor da Irlanda do Norte contratado pela editora discográfica Gingerbread Man. Vance fez uma digressão como um artista de apoio ao cantor e compositor britânico Ed Sheeran e sua música apareceu em vários programas de televisão. Em Agosto de 2013, lançou o seu segundo álbum de estúdio, Joy of Nothing, produzido pelo produtor e arranjador irlandês Michael Keeney e foi recebido com elogios da crítica, sendo chamado de "uma linda colecção de canções abertas e edificantes, que mostram magníficas habilidades de composição [de Vance]." Em Maio de 2016, o seu terceiro álbum de estúdio, The Wild Swan, produzido e misturado por Jacquire King, foi lançado e foi anunciado que Vance apoiaria Elton John em datas seleccionadas da digressão em Junho e Josh Groban em Julho e Agosto.

## Discografia

### Álbuns
- Hope (Wurdamouth Records, 2007)
- Joy of Nothing (Glassnote Records, 2013)
- The Wild Swan (Gingerbread Man, 13 de Maio de 2016) N.º 28 RU, N.º 10 IRL,[6] N.º 87 AUS[7]
- From Muscle Shoals (Gingerbread Man, 28 de Junho de 2019)[8]
- To Memphis (Gingerbread Man, 6 de Setembro de 2019)

### Extended plays
- Blueprints (2000)
- Live Sessions and the Birth of the Toilet Tour (2005)
- Watermelon Oranges (2006)
- Gabriel and the Vagabond (2006)
- Be with me Remix by The Free Association (2008)
- Portraits of the Artist (2009)
- Time Lays Low (2009)
- Live with the Ulster Orchestra at the Waterfront Hall Belfast (2009)
- Melrose (2012)